# Ruđinci
Ruđinci (cyr. Руђинци) – wieś w Serbii, w okręgu raskim, w gminie Vrnjačka Banja. W 2011 roku liczyła 2466 mieszkańców.